# Yves Maitre
Yves Maitre (* 19. Mai 1917 in Pruntrut; † 13. Mai 1966 in Chens-sur-Léman (Hochsavoyen), heimatberechtigt in Epauvillers) war ein Schweizer Jurist und Politiker (CVP).

## Leben
Yves Maitre studierte Jura in Bern und absolvierte 1939 die Flugoffiziers- und Militärpilotenschule. Seit 1939 war er Militärrichter, ab 1944 Anwalt in Genf und Auditor am Militärgericht.
Seit 1954 war er Präsident der unabhängigen christlich-sozialen Partei Genfs, von 1951 bis 1966 Grossrat und von 1963 bis 1966 Nationalrat. Gleichzeitig war er Präsident der Vereinigung der Schweizer Flugindustrie. Er war Initiator des Genfer Verwaltungsgerichts und vertrat den zivilen Wehrersatzdienst für Dienstverweigerer aus Gewissensgründen.
Sein Sohn Jean-Philippe Maitre und sein Enkel Vincent Maitre folgten ihm politisch und wurden ebenfalls Nationalräte der CVP.